# Gerenia selangorensis
Gerenia selangorensis är en insektsart som beskrevs av Miller, N.C.E. 1935. Gerenia selangorensis ingår i släktet Gerenia och familjen gräshoppor. Inga underarter finns listade i Catalogue of Life.